# Championship League
Championship League är en turnering i snooker som arrangeras sedan 2008 av Matchroom Sport. Den spelas vid två olika tillfällen som dels en inbjudningsturnering och dels som en rankingturnering.

## Format Inbjudningsturneringen
Inbjudningsturneringen spelas under flera tillfällen på snookerns vårsäsong. Tidigare, fram till 2012, kvalificerade sig vinnaren för en plats i Premier League. Från och med 2013 är vinnaren kvalificerad för en plats i Champion of Champions. Matcherna i Championship League sänds inte i någon TV-kanal men däremot på flera vadhållningsfirmors hemsidor. Prispengarna är ganska små och matcherna spelas utan publik. De flesta av spelarna ser det mest som ett bra träningstillfälle samt en chans till att kvalificera sig för Champion of Champions.
Turneringen avgörs på vårsäsongen och spelas i sammanlagt sju grupper plus en finalgrupp. Grupperna avgörs inte samtidigt utan efter varandra med anledning av att tvåan till och med femman i varje grupp går vidare till nästa gruppspel. Ettan i varje grupp kvalificerar sig för finalgruppen.
Alla gruppmatcher spelas i bäst av fem frames (fram till och med 2009 spelade man i bäst av 4 frames, matcherna kunde då sluta oavgjort. Det delades ut två poäng för seger och en poäng för oavgjort). Alla spelarna möter alla inom gruppen. De fyra främsta går vidare till gruppens semifinaler och final vilken avgörs i bäst av fem frames. Vinnaren i gruppfinalen kvalificerar sig för finalgruppen medan övriga semifinalister samt gruppens femma går vidare till spel i nästa grupp tillsammans med tre "nya" spelare.
Efter att sju grupper har avgjorts har sju spelare kvalificerat sig för finalgruppen. Spelformatet i finalen är samma som i gruppspelet och vinnaren kvalificerar sig för Champion of Champions.

## Format Rankingturneringen
I rankingturneringen delas 128 deltagare in i 32 grupper med 4 spelare i varje. Vinnarna i varje grupp går vidare och delas in i 8 grupper med 4 spelare. De 8 gruppvinnarna går vidare och delas in i två grupper med 4 spelare. De två gruppvinnarna möts i final som spelas i bäst av fem frames. Vinnaren kvalificerar sig för Champion of Champions, och liksom i inbjudningsturneringen spelas turneringen utan publik.

## Vinnare
| År                                         | Vinnare                                    | Motståndare                                | Resultat                                   | Säsong                                     |                                            |                                            |
| Championship League (inbjudningsturnering) | Championship League (inbjudningsturnering) | Championship League (inbjudningsturnering) | Championship League (inbjudningsturnering) | Championship League (inbjudningsturnering) | Championship League (inbjudningsturnering) | Championship League (inbjudningsturnering) |
| ------------------------------------------ | ------------------------------------------ | ------------------------------------------ | ------------------------------------------ | ------------------------------------------ | ------------------------------------------ | ------------------------------------------ |
| 2008                                       | Joe Perry                                  | Mark Selby                                 | 3 – 1                                      | 2007/08                                    |                                            |                                            |
| 2009                                       | Judd Trump                                 | Mark Selby                                 | 3 – 2                                      | 2008/09                                    |                                            |                                            |
| 2010                                       | Marco Fu                                   | Mark Allen                                 | 3 – 2                                      | 2009/10                                    |                                            |                                            |
| 2011                                       | Matthew Stevens                            | Shaun Murphy                               | 3 – 1                                      | 2010/11                                    |                                            |                                            |
| 2012                                       | Ding Junhui                                | Judd Trump                                 | 3 – 1                                      | 2011/12                                    |                                            |                                            |
| 2013                                       | Martin Gould                               | Ali Carter                                 | 3 – 2                                      | 2012/13                                    |                                            |                                            |
| 2014                                       | Judd Trump                                 | Martin Gould                               | 3 – 1                                      | 2013/14                                    |                                            |                                            |
| 2015                                       | Stuart Bingham                             | Mark Davis                                 | 3 – 2                                      | 2014/15                                    |                                            |                                            |
| 2016                                       | Judd Trump                                 | Ronnie O'Sullivan                          | 3 – 2                                      | 2015/16                                    |                                            |                                            |
| 2017                                       | John Higgins                               | Ryan Day                                   | 3 – 0                                      | 2016/17                                    |                                            |                                            |
| 2018                                       | John Higgins                               | Zhou Yuelong                               | 3 – 2                                      | 2017/18                                    |                                            |                                            |
| 2019                                       | Martin Gould                               | Jack Lisowski                              | 3 – 1                                      | 2018/19                                    |                                            |                                            |
| 2020 (mars)                                | Scott Donaldson                            | Graeme Dott                                | 3 – 0                                      | 2019/20                                    |                                            |                                            |
| 2020 (juni)                                | Luca Brecel                                | Ben Woollaston                             | Gruppspel                                  | 2019/20                                    |                                            |                                            |
| 2021                                       | Kyren Wilson                               | Mark Williams                              | 3 – 2                                      | 2020/21                                    |                                            |                                            |
| 2022                                       | John Higgins                               | Stuart Bingham                             | 3 – 2                                      | 2021/22                                    |                                            |                                            |
| 2023                                       | John Higgins                               | Judd Trump                                 | 3 – 1                                      | 2022/23                                    |                                            |                                            |
| 2024                                       | Mark Selby                                 | Joe O'Connor                               | 3 – 1                                      | 2023/24                                    |                                            |                                            |
| Championship League (rankingturnering)     |                                            |                                            |                                            |                                            |                                            |                                            |
| 2020                                       | Kyren Wilson                               | Judd Trump                                 | 3 – 1                                      | 2020/21                                    |                                            |                                            |
| 2021                                       | David Gilbert                              | Mark Allen                                 | 3 – 1                                      | 2021/22                                    |                                            |                                            |
| 2022                                       | Luca Brecel                                | Lu Ning                                    | 3 – 1                                      | 2022/23                                    |                                            |                                            |
| 2023                                       | Shaun Murphy                               | Mark Williams                              | 3 – 0                                      | 2023/24                                    |                                            |                                            |
| 2024                                       | Ali Carter                                 | Jackson Page                               | 3 – 1                                      | 2024/25                                    |                                            |                                            |